# Estación Aimogasta
Aimogasta era una estación de ferrocarril ubicada en la localidad del mismo nombre en el Departamento Arauco, en la provincia de La Rioja, Argentina.

## Servicios
No presta servicios de pasajeros ni de cargas. Sus vías corresponden al Ramal A5 del Ferrocarril General Belgrano. Sus vías e instalaciones están bajo tutela de la Administración de Infraestructuras Ferroviarias.